# Línia V1 de la Xarxa Ortogonal d'Autobusos de Barcelona
La V1 és la línia més al sud de les "V" en Barcelona. Va ser creada en 26 de novembre del 2018 com a part del projecte de la Xarxa Ortogonal d'Autobusos de Barcelona.  Aquesta línia comença a la Zona Universitària i acaba en el Carrer Primer de Maig. És una de les úniques línies que passa per L'Hospitalet. Els carrers principals pels que passa són Av. d'Esplugues, Av. Marañón, carrer d'Arístides Maillol, Riera Blanca, Aprestadora / Av. Carrilet, Amadeu Torner, Av. Juan Carlos I, Botànica i Primer de Maig.
Aquesta és una de les úniques línies de bus de TMB que recorre per l'interior de L'Hospitalet com la 79.
En els dies feiners els busos solen ser el model MAN NL 273 F (sèrie 1800). Mentre que el cap de setmana i festius solen ser MAN Lion's City 12.

## Intercanvis
Les línies amb les que es pot fer intercanvi de la Xarxa Ortogonal són:
H2 H4 H6 H8 H12 D20
Les de metro:
,,,,,,
El Tramvia:
, , ,